# 포메른 대관구
포메른 대관구(독일어: Gau Pommern)는 1933년부터 1945년까지 프로이센의 포메른 주에 있었던 나치 독일의 대관구이다. 그 이전인 1931년부터 1933년까지는 나치당의 지역당 구분 조직 중 하나였다. 제2차 세계 대전 이후 대관구 영토 대부분은 폴란드 영토가 되었으며, 나머지 영역은 동독의 영토가 되었다.

## 역사
원래 나치의 대관구(Gau) 조직은 1926년 5월 22일 나치당 회의에서 지역당 조직 구조 개선을 목적으로 창립한 구역이었다. 이후 1933년 나치가 독일의 권력을 장악하면서 독일의 주 단위 행정구역이 당의 대관구 행정구역으로 대체되었다.
각 대관구를 지휘하는 대관구지휘자는 점점 더 권력이 세지면서 제2차 세계 대전 이후에는 외부에서 거의 간섭을 받지 않았다. 지역 대관구지휘자는 정당 행정 뿐 아니라 정부 직책에도 관여하여 선전 감시 등 다양한 작전을 수행했으며, 1944년 9월 이후에는 국민돌격대 소집과 각 대관구 방어작전 역할도 맡았다.
포메른 대관구의 대관구지휘자는 1931년부터 1934년까지는 빌헬름 카르펜슈타인이, 1934년부터 1945년까지는 프란츠 슈베데가 맡았다. 포메른 대관구의 초대 대관구지휘자인 카르페슈타인은 전후에도 살아 1968년 사망했다. 2차 대관구지휘자인 프란츠 슈베데는 바이에른주 코부르크 최초의 나치당 당원이였으며, 아돌프 히틀러가 그의 이름에 코부르크를 붙일 수 있도록 명예를 주기도 하였다. 극도의 반유대주의자였던 슈베데는 1940년 초 마지막 유대인을 포메른 주에서 추방시키면서 나치 독일 최초의 유덴프라이(Judenfrei, 유대인이 없는 땅)으로 선언했다. 소련군이 포메른 지역에 다다를 때 대피 명령을 연기시켜 전선 뒤의 수많은 인구와 물품들을 버리기도 하였다. 또한 훈련이 거의 되지  않은 국민돌격대 부대를 그대로 전선으로 보내, 독일의 모든 대관구 중 포메른 대관구에서의 국민돌격대 사망률이 3위였다. 슈베데는 종전 직전 포메른에서 탈출했으나 영국군에게 포로로 잡혔다. 1948년 10년형을 선고받고, 1960년 코부르크에서 사망했다.

## 같이 보기
- 포메른 가우리가 - 1933년부터 1945년까지 대관구 내 최고리가